# کیزیل-یار (شهرستان یرمکیفسکی، باشقیرستان)
کیزیل-یار (انگلیسی: Kyzyl-Yar, Yermekeyevsky District, Republic of Bashkortostan) یک شهرک در شهرستان یرمکیفسکی استان باشقیرستان کشور روسیه است.